# Jean-Baptiste Dumas

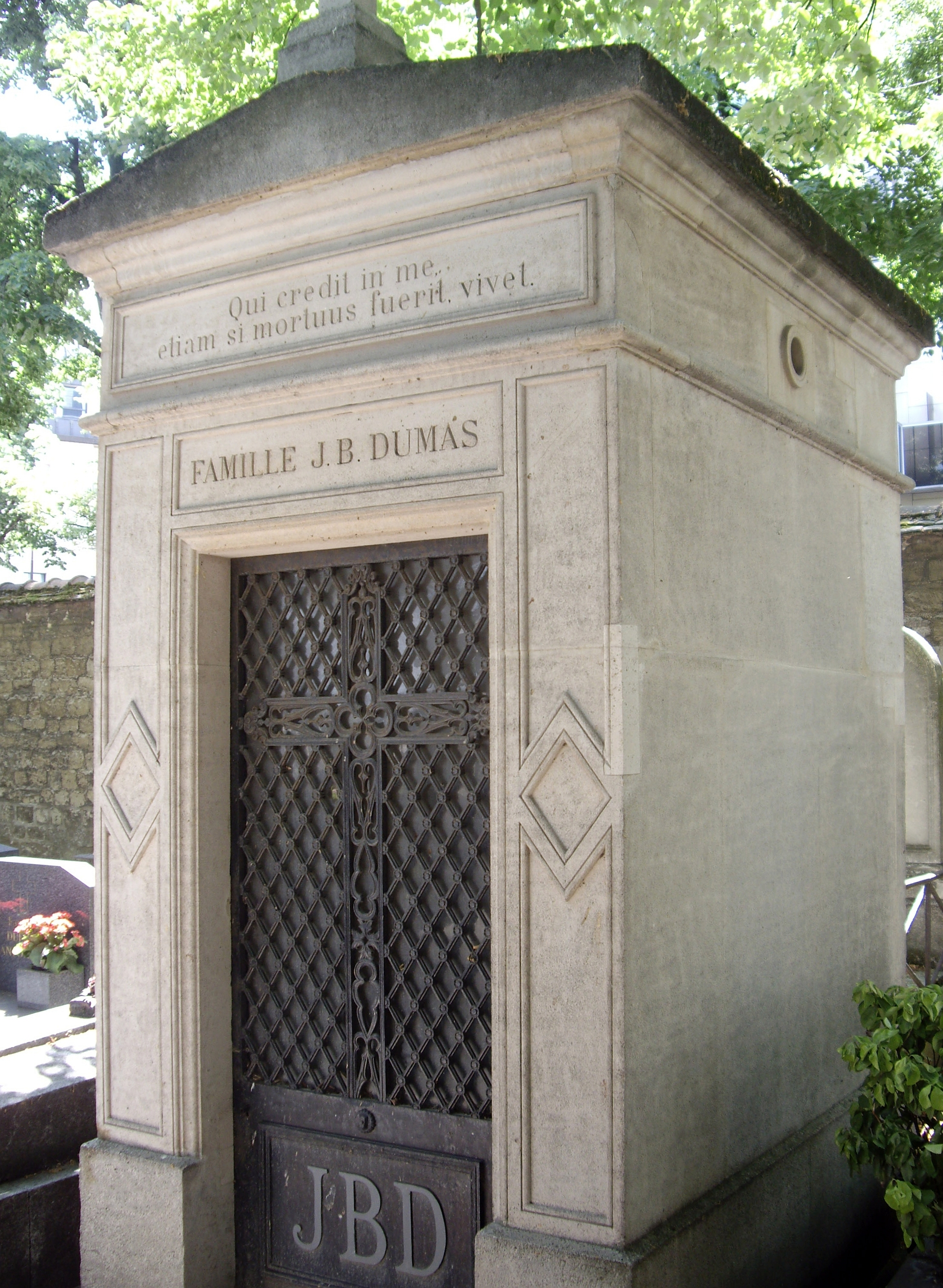
Grób na Cmentarzu Montparnasse w Paryżu.

Jean-Baptiste André Dumas (ur. 14 lipca 1800 w Alès, zm. 10 kwietnia 1884 w Cannes) – francuski chemik i polityk. Zajmował się głównie analizą i syntezą organiczną jak również określaniem masy atomowej pierwiastków. Piastował także stanowiska państwowe, m.in. ministra rolnictwa i handlu od 1848. Laureat Medalu Copleya.

## Życiorys
Był zaangażowany w pracach nad problemami chemii fizjologicznej. Wykazał między innymi, że nerki usuwają mocznik z krwi. Stworzył nowoczesne metody analizy, opracował metodę szacowania ilości azotu w związkach organicznych. W latach 1841–68 był profesorem na Sorbonie. Od 1868 r. pełnił funkcję stałego sekretarza Francuskiej Akademii Nauk, a od 1875 r. był członkiem Akademii Francuskiej (zajmował fotel 40). Od 1851 był także członkiem zagranicznym Królewskiej Holenderskiej Akademii Sztuk i Nauk.
Jego nazwisko pojawiło się na liście 72 nazwisk na wieży Eiffla.
Z żoną Herminie (panieńskie nazwisko Brongniart) miał dwoje dzieci.
Odznaczony Krzyżem Wielkim Legii Honorowej. W 1855 odznaczony Pour le Mérite za Naukę i Sztukę.